# File (UNIX)
file（ファイル）は、UNIX・UNIX系のオペレーティングシステムにおけるコマンドの一つであり、ファイルに含まれるデータの種別を認識するために使用する。

## 歴史
fileのオリジナルのバージョンは、1973年にResearch Unixバージョン4の一部としてリリースされたものである。System Vでは、いくつかの重要な変更を含むメジャーアップデートが行われた。特に、プログラムのバイナリ自体に含まれていたファイルタイプ情報が外部のテキストファイルに移された。
ほとんどの主要なBSD・Linuxのディストリビューションでは、1986年から1987年にかけてイアン・ダーウィン(Ian Darwin)がゼロから書き直したフリーのオープンソース再実装を使用している。1989年にジェフ・コルヤーによって拡張され、以来、Guy Harris、Chris Lowth、Eric Fischerなどの多くの人による修正が加えられている。1993年後半から、Christos Zoulasがメンテナンスを行っている。OpenBSDは、ゼロから作成された独自のサブセット実装を使用しているが、ダーウィンとZoulasによるファイルタイプ情報を引き続き使用している。

## 仕様
Single UNIX Specification(SUS)では、コマンドラインの引数で指定されたファイルに対して以下の一連のテストが実行されることを規定している。
1. ファイルを読み取ることができない場合、またはそのUNIXファイルタイプが未決定の場合、fileプログラムは、ファイルが処理されたがその種別が未決定である旨を表示する。
2. fileは、ディレクトリ、名前付きパイプ(FIFO)、ソケット、ブロックデバイスファイル、キャラクタデバイスファイルの種別を判別する。
3. 長さゼロのファイルはそのように識別される。
4. fileは、ファイルの冒頭部分を考慮して、位置依存テストを実施する。
5. fileは、ファイル全体を考慮して、状況依存テストを実施する。
6. 上記のいずれのテストでも識別できなかった場合、ファイルはデータファイルとして識別される。

fileの位置依存テストは、通常、ファイル内の様々な場所をマジックナンバーのテキストデータベースと照合することで実装される（#使用方法を参照）。これは、拡張子やMIMEなどといった他の簡単なファイル種別識別法とは異なる。
ほとんどの実装では、fileコマンドはデータベースを使用して冒頭部の解析を実施する。そのデータベースは、magicというファイルに格納されている。このファイルは、通常/etc/magicや/usr/share/file/magicなどに置かれている。

## 使用方法
SUSでは、以下のオプションの実装が義務付けられている。
-M file - 位置依存テストを含む特別にフォーマットされたファイルを指定する。デフォルトの位置依存テストと状況依存テストは実行されない。
-m file - -Mと同様だが、デフォルトのテストを後で実施する。
-d - 指定されたファイルに対してデフォルトの位置依存およびコンテキスト依存テストを実行する。-Mや-mが指定されていない場合のデフォルトの動作である。
-h - 既存のファイルまたはディレクトリを指すシンボリックリンクを逆参照しない。
-L - 既存のファイルまたはディレクトリを指すシンボリックリンクを逆参照する。
-i - 詳細なファイル種別の識別を行わず、存在しない、ブロックデバイスファイル、キャラクターデバイスファイル、ディレクトリ、名前付きパイプ、ソケット、シンボリックリンク、通常のファイルのいずれかとして分類する。LinuxとBSDではこのオプションの動作が異なり、認識されたファイル形式のMIMEタイプで表示する。
オペレーティングシステムによっては、-s 'special files'、-k 'keep-going'、-r 'raw'などのオプションが追加されている（使用法は#実行例を参照）。
このコマンドは、ファイルの実際の内容ではなく、ファイルの内容が「どのように見えるか」のみを示す。本来のファイル種別とは異なるマジックナンバーを紛れ込ませることで、fileプログラムは簡単に騙すことができる。よって、fileコマンドは特定の状況以外ではセキュリティツールとして使用できない。

## 実行例
```
$ file file.c
file.c: 
C
 
program
 
text
```

```
$ file program
program: 
ELF
 
32-bit
 
LSB
 
executable
, 
Intel 80386
, 
version
 1 (
SYSV
), 
dynamically linked

    (uses 
shared libs
), 
stripped
（
英語版
）
```

```
$ file 
/dev/hda
1
/dev/hda1: 
block special
 (0/0)
```

```
$ file -s 
/dev/hda
1
/dev/hda1: 
Linux
/
i386
 
ext2
 
filesystem
```

-sは、一部のプラットフォームでのみ使用可能な非標準オプションであるが、デバイスファイルとして識別するのではなく、デバイスファイルを読み取ってその内容を識別するようにfileに指示することに注意する必要がある。通常、fileはデバイスファイルを読み取ろうとしない。そのようなファイルを読み取ると、望ましくない副作用が生じる可能性があるためである。
```
$ file -k -r libmagic-dev_5.35-4_armhf.deb    # (on 
Linux
)
libmagic-dev_5.35-4_
armhf
.
deb
: Debian binary package (format 2.0)
- current 
ar
 archive
- data
```

非標準オプション-kを使用すると、プログラムは最初にヒットが見つかったとき停止せず、他の一致するパターンを探す。一部のバージョンで使用可能な-rオプションを使用すると、印刷できない 改行コードが8進数表現ではなく生の形式で表示される。
```
$ file compressed.gz
compressed.gz: 
gzip
 
compressed
 data, 
deflated
, original 
filename
, `compressed', last
    modified: Thu Jan 26 14:08:23 2006, 
os
: 
Unix
```

```
$ file -i compressed.gz    # (on 
Linux
)
compressed.gz: 
application
/
x
-
gzip
; 
charset
=
binary
```

```
$ file data.ppm
data.ppm: 
Netpbm PPM
 "rawbits" 
image
 data
```

```
$ file /bin/cat
/bin/cat: 
Mach-O
 
universal binary
 with 2 
architectures

/bin/cat [for architecture 
ppc7400
):	
Mach-O
 
executable
 
ppc

/bin/cat (for 
architecture
 
i386
):	
Mach-O
 
executable
 
i386
```

## Libmagicライブラリ
Ian Darwin/Christos Zoulasバージョンのfileのバージョン4.00以降、fileの機能はC（およびC互換）リンクを介してアクセス可能なlibmagicライブラリに組み込まれている。fileはそのライブラリを使用して実装される。

### manページ
- file(1) – Linux User Commands Manual (en)
- libmagic(3) – NetBSD Library Functions Manual(en)
- libmagic(3) – Linux Library Functions Manual (en)
- file(1) – OpenBSD General Commands マニュアル

### その他
- Fine Free File Command – homepage for version of file used in major BSD and Linux distributions.
- File for Windows – webpage of native GnuWin32 port of file for 32 bit Windows.
- The libmagic-dev package on packages.debian.org
- TrID, an alternative providing ranked answers (instead of just one) based on statistics.